# Jo hårdere falder de
Jo hårdere falder de (originaltitel The Harder They Fall) er en amerikansk film fra 1956 instrueret af Mark Robson med Humphrey Bogart i dennes sidste rolle inden sin død i 1957. Filmen er i genren film noir og er skrevet af Philip Yordan baseret på en roman af Budd Schulberg fra 1947.
Filmens tema er baseret på den virkelige sværvægtsbokser Primo Carneras karriere. Den italienske sværvægter havde en kontroversiel boksekarriere i USA i 1930'erne. Carneras væsentligste fortrin var sin enorme størrelse, og han blev ført frem i USA af en række personer med tilknytning til den kriminelle underverden under løbende anklager om fixede kampe og korrupte dommere, indtil han en dag mødte Max Baer, der sendte Carnera i gulvet 11 gange i en kamp om verdensmesterskabet. Figuren som den gigantiske, men langsomme og klodsede, bokser Toro Moreno spilles af Mike Lane, hvorimod Max Baer i filmen spiller bokseren Buddy Brannen, der til sidst slagter Moreno. Bogarts rolle som Eddie Willis er baseret på virkelighedens Harold Conrad, der var journalist og boksepromotor.
Filmen blev Humphrey Bogarts sidste. Han led af spiserørskræft under optagelserne, og havde i de sene optagelser vanskeligt ved at tale højt, hvorfor en række af replikkerne i filmen er efterspeaket af skuespilleren Paul Frees, der medvirker i filmen i en rolle som præst.
I filmen medvirker tillige ex-verdensmesteren i sværvægt Jersey Joe Walcott, der har rollen som Morenos træner.

## Historie
Sportsjournalisten Eddie Willis (Humphrey Bogart) er flad efter at avisen han arbejdede på er lukket. Willis hyres af den korrupte boksepromotor Nick Benko til at hjælpe med omtale af promotorens nye bokser, den kæmpemæssige, men langsomme og kluntede argentiner Toro Moreno. Willis ser med det samme, at Toro Moreno mangler det nødvendige talent, men vælger alligevel at tage jobbet. 
Hverken Toro eller hans ven og manager Luís Agrandi ved, at alle Toros kampe er fixede for at give offentligheden det indtryk, at Toro er en stor stjerne, og at han er rede til en kamp mod mesteren. Efter at have bygget Toro op gennem en række fixede kampe får Toro en kamp mod verdensmesteren i sværvægt, Buddy Brannen. Benko ved, at Toro er uden chance i kampen og Benko sætter i det skjulte store penge på et nederlag til Toro, således som han hele tiden har planlagt. Eddie får dårlig samvittighed, særlig efter han fatter sympati for Toro, der viser sig at være et sympatisk (men naivt) menneske. Eddie afslører bluffnummret for Toro, der bliver skuffet, og blot ønsker at tage hjem til Argentina, men Eddie overtaler ham til at tage kampen og opfordrer Toro til bare at smide sig og få det overstået uden at lide skade. 
Da kampen oprinder, er Toro overmatchet og bliver brutalt slået ud. 
Efter kampen finder Eddie ud af, at Benko har snydt med opgørelsen af indtægterne, og at Toro kun får 49 dollars og 7 cent for kampen. Toro har stolet på Eddie, og har regnet med, at han i det mindste ville få god betaling for kampen. Eddie må fortælle Toro sandheden, men vælger at betale Toro den andel som Eddie har modtaget fra Benko, 26.000 $. Toro rejser tilbage til Argentina.
Eddie konfronterer Benko med forløbet, og skriver herefter en længere redegørelse om forløbet og om de korrupte forhold i boksesporten. 

## Slutninger
Filmen blev oprindeligt udsendt i to versioner. I den ene forlanger Eddie, at professionel boksning forbydes, hvorimod den anden version har en slutning, hvor Eddie insisterer på, at der iværksættes undersøgelser af boksesporten. Versioner på video og DVD indeholder oftest den "hårde" version, hvorimod de fleste tv-film slutter med den "blødere" version.

## Medvirkende (udvalg)
- Humphrey Bogart som Eddie Willis
- Rod Steiger som Nick Benko
- Jan Sterling som Beth Willis
- Mike Lane som Toro Moreno
- Jersey Joe Walcott som George, Toros træner
- Max Baer som Buddy Brannen
- Edward Andrews som Jim Weyerhause
- Harold J. Stone som Art Leavitt, TV reporter
- Carlos Montalbán som Luís Agrandi

## Modtagelse
Filmen fik generelt positiv kritik og deltog ved Filmfestivalen i Cannes 1956.
Filmen blev nomineret til en Oscar for bedste fotografering (S/H) ved Oscaruddelingen 1957.

## Eksterne links
- Jo hårdere falder de på Internet Movie Database (engelsk)
- Jo hårdere falder de i Svensk Filmdatabas (svensk)
- Jo hårdere falder de på AlloCiné (fransk)
- Jo hårdere falder de på MovieMeter (nederlandsk)
- Jo hårdere falder de på AllMovie (engelsk)
- Jo hårdere falder de hos American Film Institute (engelsk)
- Jo hårdere falder des profil hos Encyclopædia Britannica Online (engelsk)
- Jo hårdere falder de på Turner Classic Movies (engelsk)
- Jo hårdere falder de på The Movie Database (engelsk)
- Jo hårdere falder de på Rotten Tomatoes (engelsk)
- Omtale på Turner Classic Movies
- The Harder They Fall på DVD Beaver (med billeder fra filmen)
- Omtale på Boxrec.com